# Великий Гама
Великий Гама (настоящее имя Гул Мухаммад; 22 мая 1878, Амритсар, Британская Индия — 23 мая 1960, Лахор, Пакистан) — силач и борец из Амритсара. 15 октября 1910 года стал чемпионом Британской Индии по борьбе кушти. На протяжении своей жизни ни разу не был побеждён, выступал в течение 50 лет. Иногда назывался величайшим борцом Индии своего времени. После разделения в 1947 году Британской Индии на Индийский Союз и Пакистан переехал в Пакистан.
Родился в мусульманской семье, его отец также был борцом. Силой отличался с детства, поддержку ему оказывал местный махараджа. Получил большую известность после своего первого участия в турнире по кушти в городе Джодпхур: ему было всего десять лет, но он одержал множество побед и оказался в числе пятнадцати последних участников состязания. В возрасте 17 лет впервые боролся на ринге с тогдашним чемпионом Индии Рахимом Бахшем, который был значительно больше и старше его; поединок закончился ничьей. Согласно легенде, в 1902 году поднял камень весом 1200 кг. 
С 1910 года выступал и за пределами Индии, неизменно побеждая борцов из разных стран, в том числе чемпиона мира Станислава Збышко (10 сентября 1910 года и 29 января 1928 года). В феврале 1929 года победил Джесси Петерсена. Свой последний бой провёл в начале 1940-х годов в Хайдерабаде, против Балрамы Хирамана Сингх Ядавы, который также закончился ничьей. В 1947 году переехал в только что созданный Пакистан, в 1952 году формально вышел на пенсию и некоторое время тренировал пакистанских борцов. Умер в Лахоре в 1960 году после долгой болезни и в полном забвении.
Большим поклонником Гамы и его системы тренировок был гонконгский актёр и мастер боевых искусств Брюс Ли.

## Семья
- Внучка — депутат Национального собрания Пакистана, жена бывшего премьер-министра Наваза Шарифа — Кальсум Наваз Шариф.
- Младший брат — Имам Бакш, также борец стиля кушти.